# Life in a Tin Can
Life in a Tin Can è l'undicesimo album dei Bee Gees, uscito nel 1973.

## Tracce
1. Saw a New Morning – 4:13
2. I Don't Wanna Be the One – 4:05 (testo: Barry Gibb)
3. South Dakota Morning – 2:25 (testo: B. Gibb)
4. Living in Chicago – 5:39
5. While I Play – 4:28 (testo: B. Gibb)
6. My Life Has Been a Song – 4:21
7. Come Home Johnny Bridie – 3:50 (testo: B. Gibb)
8. Method to My Madness – 3:10